# Noubnefer
Noubnefer est un roi de la IIe dynastie pendant la période thinite. Sa position chronologique est incertaine.

## Attestations
Le nom de Nebty Noubnefer apparaît sur deux fragments de vases en schiste noire (nos  99 et 100 de Lacau et Lauer) la première provient des galeries orientales sous la pyramide, la seconde de la fosse de la « maison du trésor » sud du complexe funéraire de Djéser à Saqqarah (IIIe dynastie). Ces deux fragments mentionnent un bâtiment Hout appelé Ment-Ânkh (La vie peut durer),,. Le nom de Noubnefer n'apparaît dans aucun autre document contemporain ou postérieur.

## Identité
La mention du bâtiment Ment-Ânkh se retrouve également sur le bol no 98 provenant du complexe funéraire de Djéser, associé au nom d'Or Ren, nom que l'on retrouve également sur la pierre de Palerme associé à Nynetjer. Ainsi, la présence de ce nom rapprocherait le règne de Noubnefer de celui de Nynetjer. Deux hypothèses sont possibles : 
- soit Noubnefer a régné avant Nynetjer, auquel cas ce nom serait celui de l'Horus Nebrê, dont le nom de Nebty est inconnu ; c'est l'avis de certains égyptologues comme Battiscombe George Gunn et Iorwerth Eiddon Stephen Edwards[6],
- soit Noubnefer a régné après Nynetjer, auquel cas ce nom pourrait être celui de l'un des rois ayant régné pendant la période troublée jusqu'à Khâsekhemouy et connus uniquement par leur nom d'Horus[2] :
  - il pourrait être le successeur immédiat de Nynetjer, comme suggéré par Aidan Mark Dodson[3],
  - il pourrait être le deuxième successeur de Nynetjer, entre Ouneg et Séned comme le propose Peter Kaplony[4],
  - il pourrait être le troisième successeur de Nynetjer, après Séned comme le propose Hans Wolfgang Helck[7].